# The Ride to Happiness
by Tomorrowland
The Ride to Happiness est un circuit de montagnes russes situé à Plopsaland, à La Panne, dans la Province de Flandre-Occidentale, en Belgique. Le modèle Xtreme Spinning Coaster est le premier de ce type en Europe et a pour thème le festival de musique électronique belge Tomorrowland. Les affiches commerciales accolent au nom The Ride to Happiness le sous-titre by Tomorrowland.

## Historique

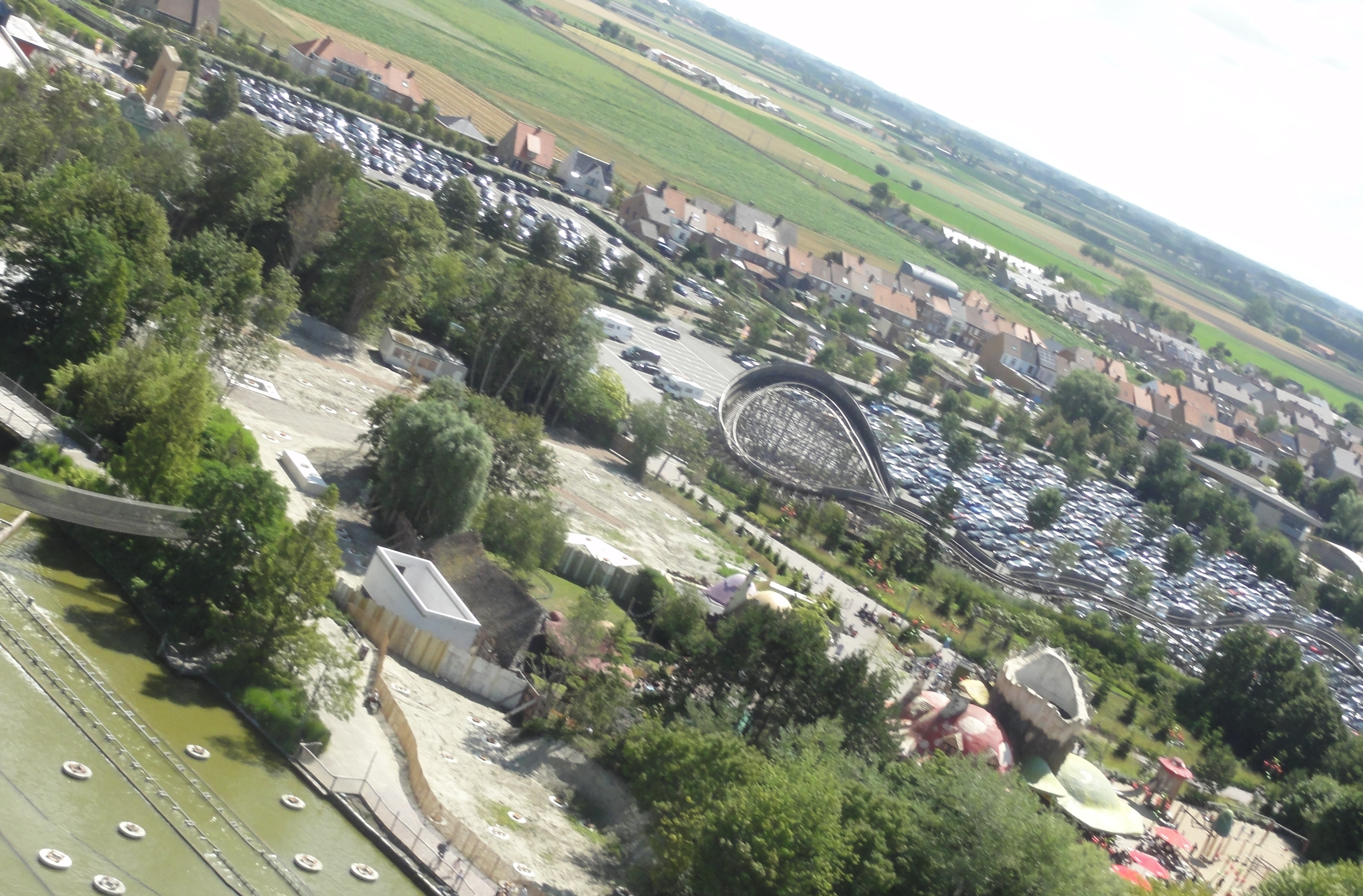
Le site de l'attraction en juillet 2020.

Steve van den Kerkhof, alors PDG des parcs Plopsa, annonce le 17 août 2018 le projet d'ériger de nouvelles montagnes russes spectaculaires « le successeur d'Anubis The Ride » [« de opvolger van Anubis The Ride »] à Plopsaland,,.
Le PDG visite en août 2019 le parc d'attractions américain Silver Dollar City et son attraction Time Traveler (en), alors unique modèle Xtreme Spinning Coaster. D'aucuns, tel le site spécialisé looopings.nl, y voient l'arrivée d'un modèle similaire en Belgique pour une ouverture en 2022 au plus tôt. Il est annoncé en septembre que son ouverture est avancée à 2021. Le 20 octobre, la demande de permis d'environnement est déposée au bureau flamand de l'environnement et les plans sont rendus publics. Le projet du Xtreme Spinning Coaster est confirmé,,.
Il s'agit dès lors d'une attraction unique en Europe. De plus, il égale le parcours de montagnes russes Vampire qui est jusque là celui possédant le plus grand nombre d'inversions en Belgique. Il est prévu dans un premier temps que le thème de l'attraction soit une station de métro parisienne à l'esthétique rétro et steampunk. Les trains sont parés des mêmes décorations que celles de Time Traveler. La construction des montagnes russes débute durant l'automne 2019, avec l'abatage de plusieurs arbres situés dans la zone de l'ancien Pays des Contes de Fées.
Au printemps 2020, les fondations sont coulées dans l'étang du parc et aux abords du SuperSplash. Les premières structures sont livrées le 14 septembre. La construction de la structure s'achève le 17 décembre 2020,. Mi-décembre, Van den Kerkhof déclare qu'il n'y a pas de certitude quant au thème des montagnes russes. Un communiqué de presse paru en janvier 2021 annonce le nom de l'attraction ainsi que le thème retenu : le festival de musique électronique belge Tomorrowland.
Le site spécialisé américain blooloop.com considère le parcours de montagnes russes comme l'une des vingt meilleures nouvelles attractions à sensations fortes de 2021. Le montant des investissements pour The Ride to Happiness et ses abords s'élève à 17,5 millions d'euros,. Une bande-son exclusive accompagne les passagers. Elle est basée sur l'hymne Tomorrowland composé par Hans Zimmer.
Le 19 février 2022, pendant la tempête Eunice, un train se bloque à 17 h 30 juste après le lancement au point culminant, les neuf passagers, cing belges, un néerlandais et trois allemands, en sont évacués entre les environs de 21 h 50 pour les deux premiers et 23 h 30 pour les deux derniers, l'échelle des pompiers ne faisant que trente mètres, une grue de quatre-vingt tonnes a été dépêchée depuis Bruges.

## Circuit
The Ride to Happiness est doté de deux trains composés de quatre wagons. Les passagers sont répartis sur deux rangées pour un total de seize passagers par train qui atteignent une vitesse de 90 km/h et subissent cinq inversions. De plus, les wagons tournent autour de leur axe, ce qui procure aux passagers une expérience différente à chaque tour.
Le circuit débute par une inversion nommée curved Jojo roll. Le train est ensuite projeté par catapultage LSM avant de passer un top hat, puis une figure nommée Banana Roll et un looping vertical. Un Zero-G roll et une twisted hill précèdent une accélération par LSM. La dernière inversion du parcours est un Double inverting dive loop, lequel est suivi d'une bosse, d'un banked turn et de deux dernières bosses.

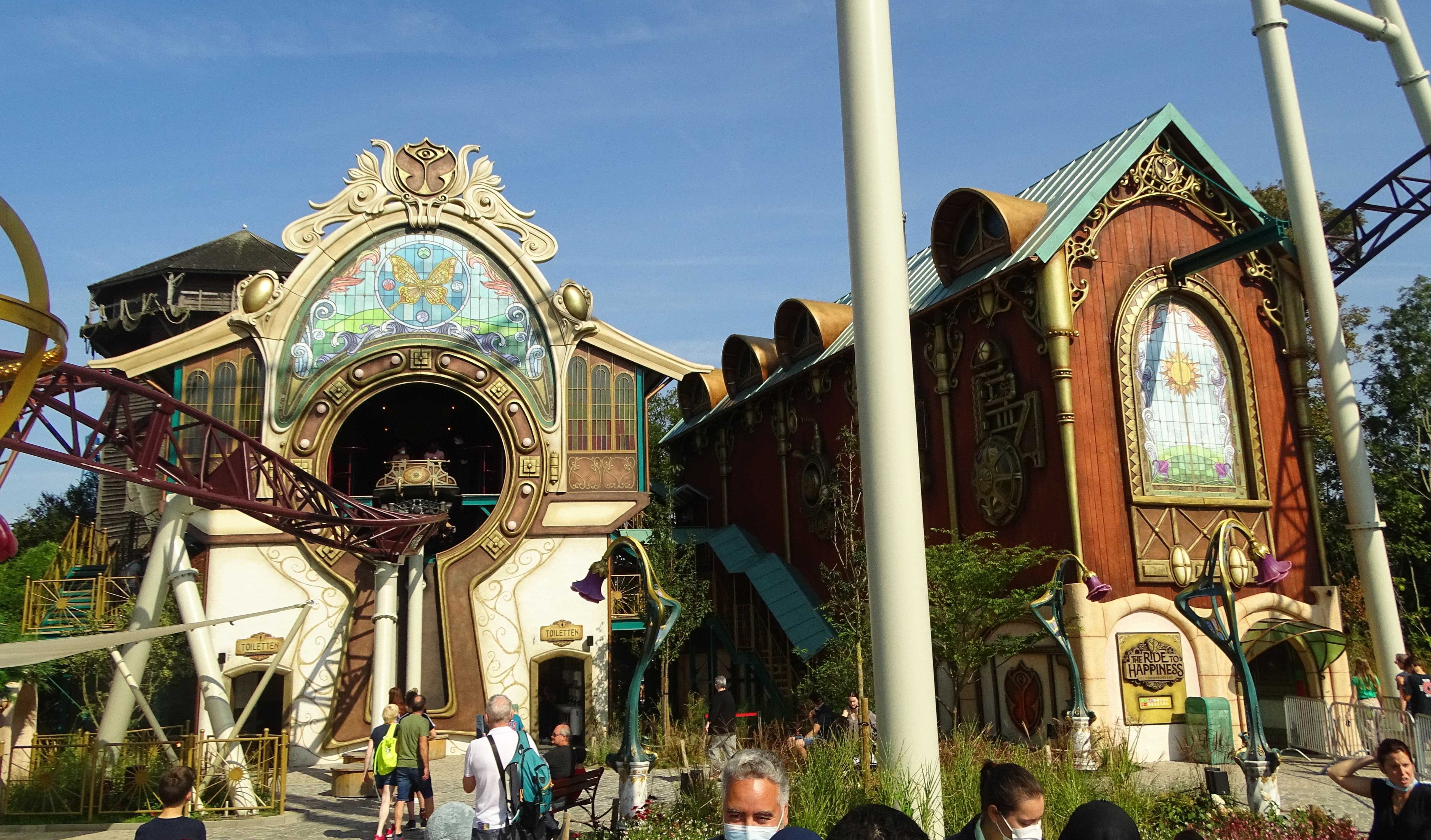
La station et le local technique.
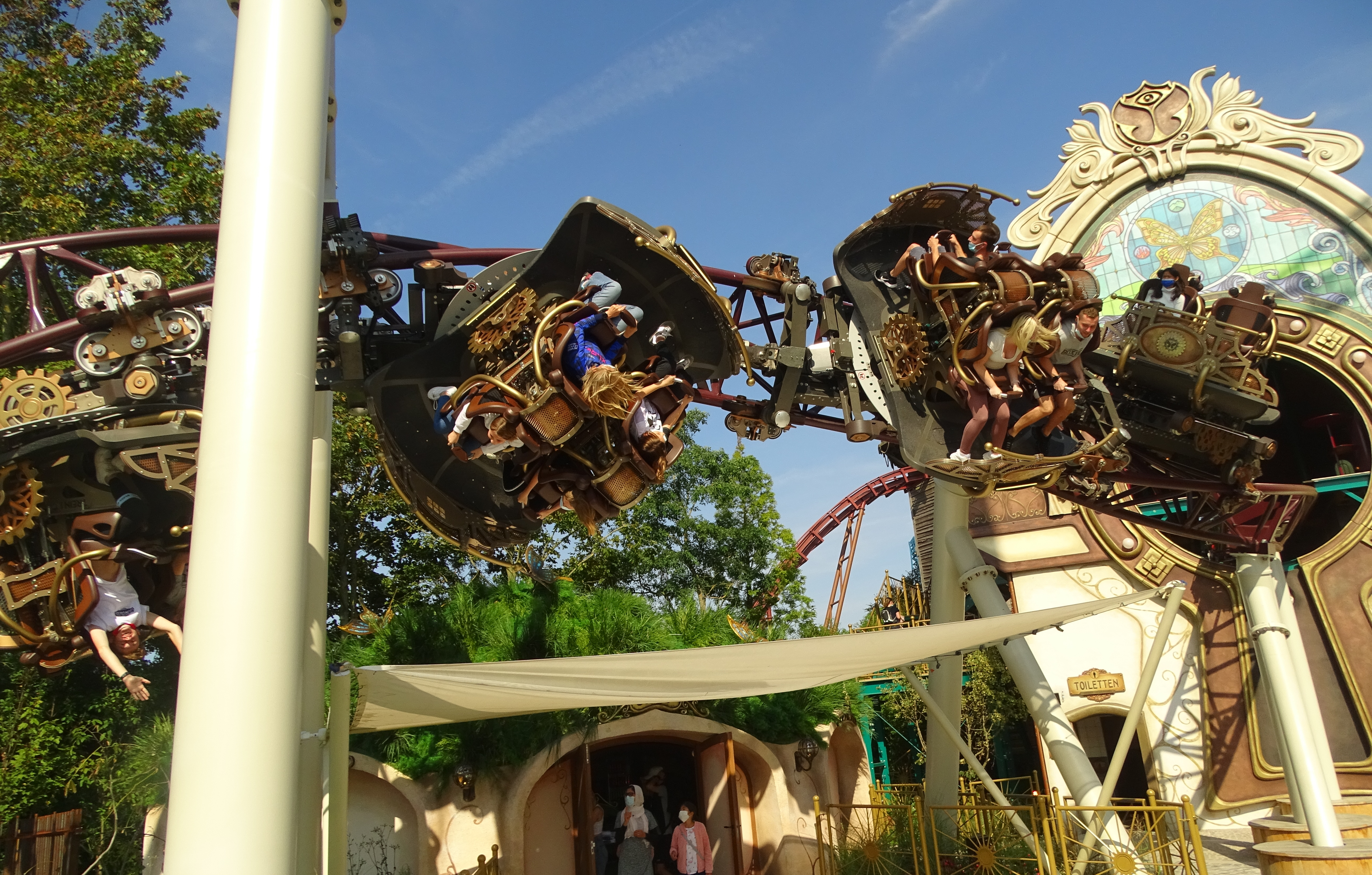
Le jojo roll en sortie de station.
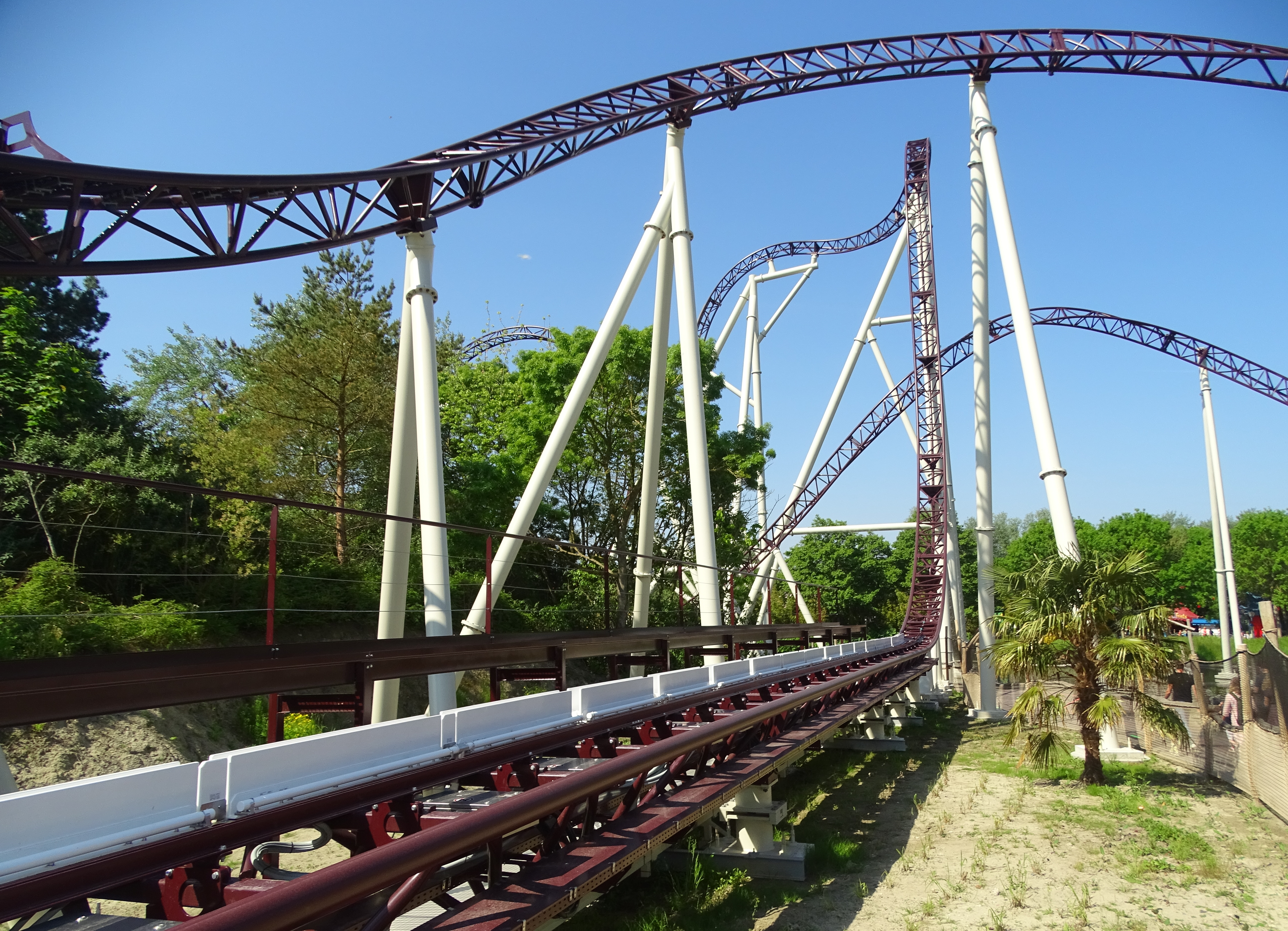
Le premier catapultage.
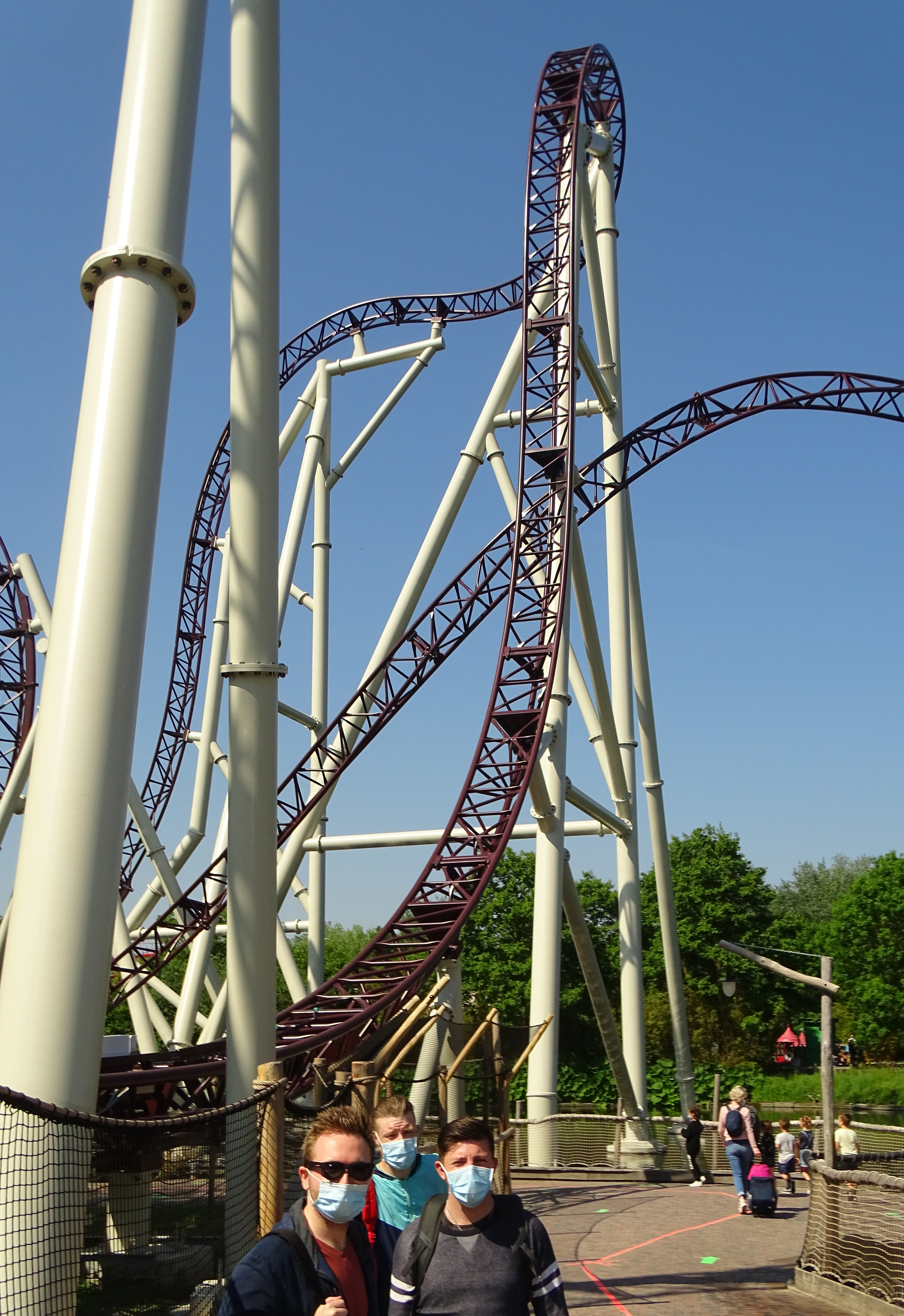
Le point le plus haut.
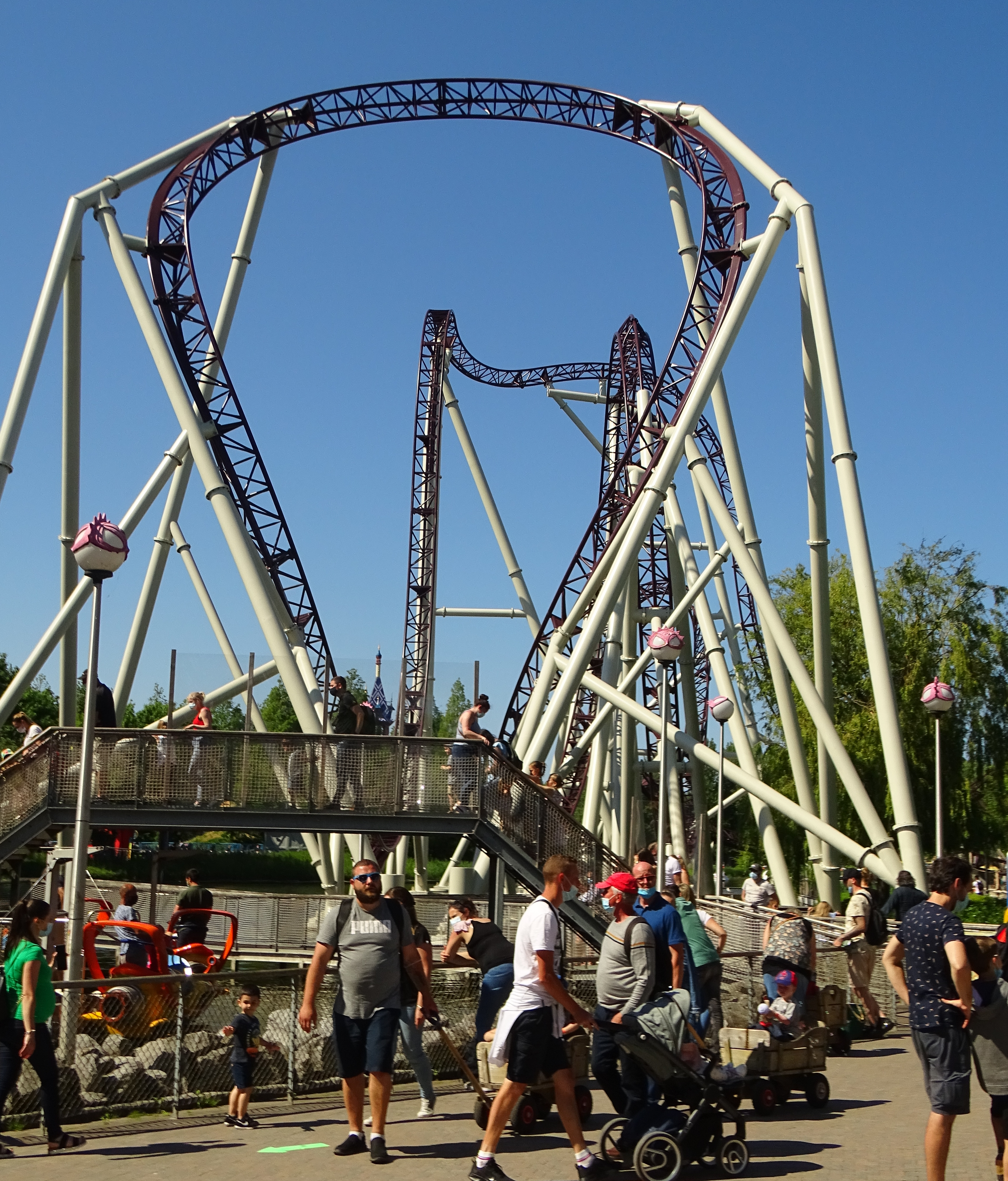
Le banana roll.
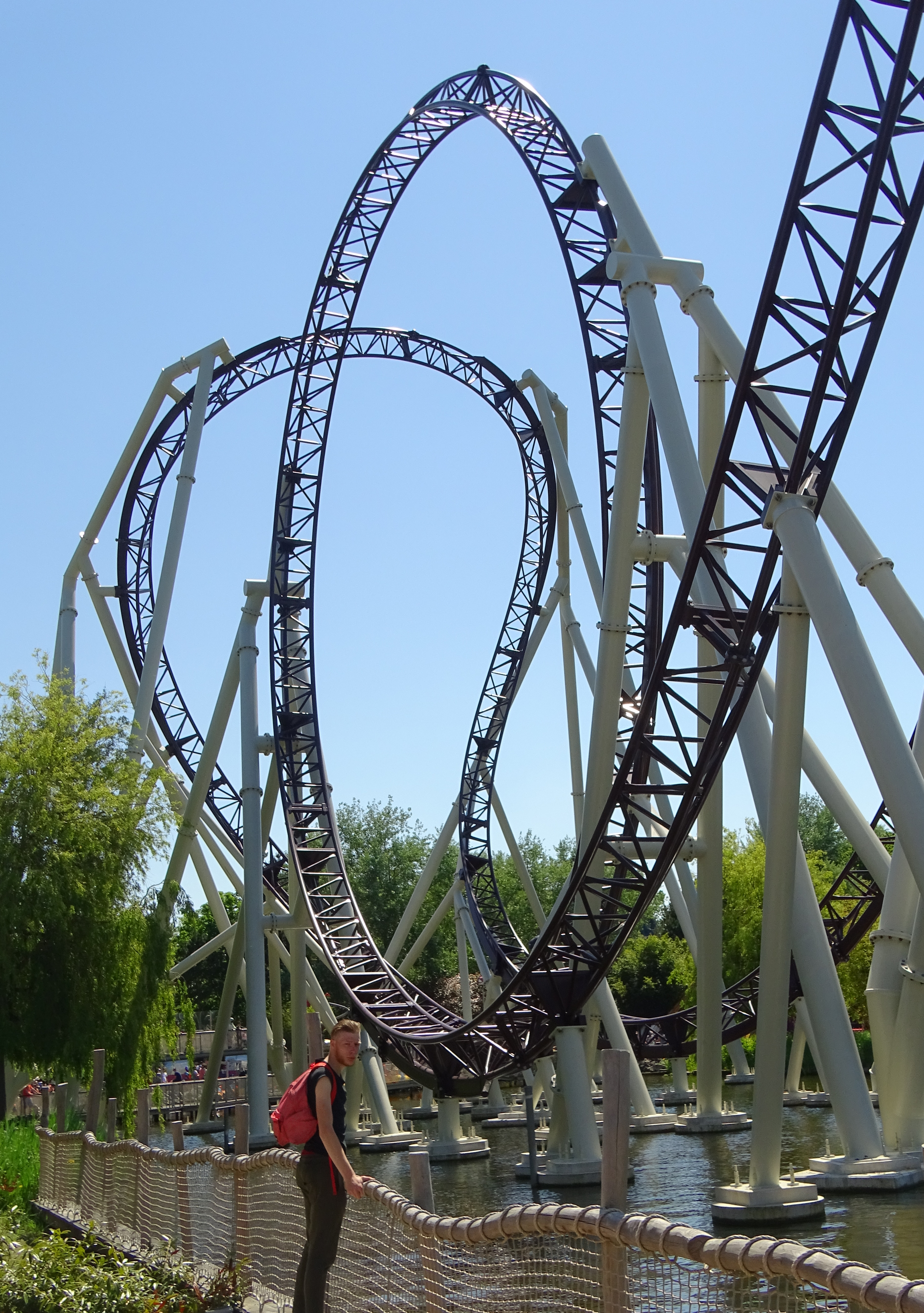
Le looping vertical et, en arrière-plan, le banana roll.
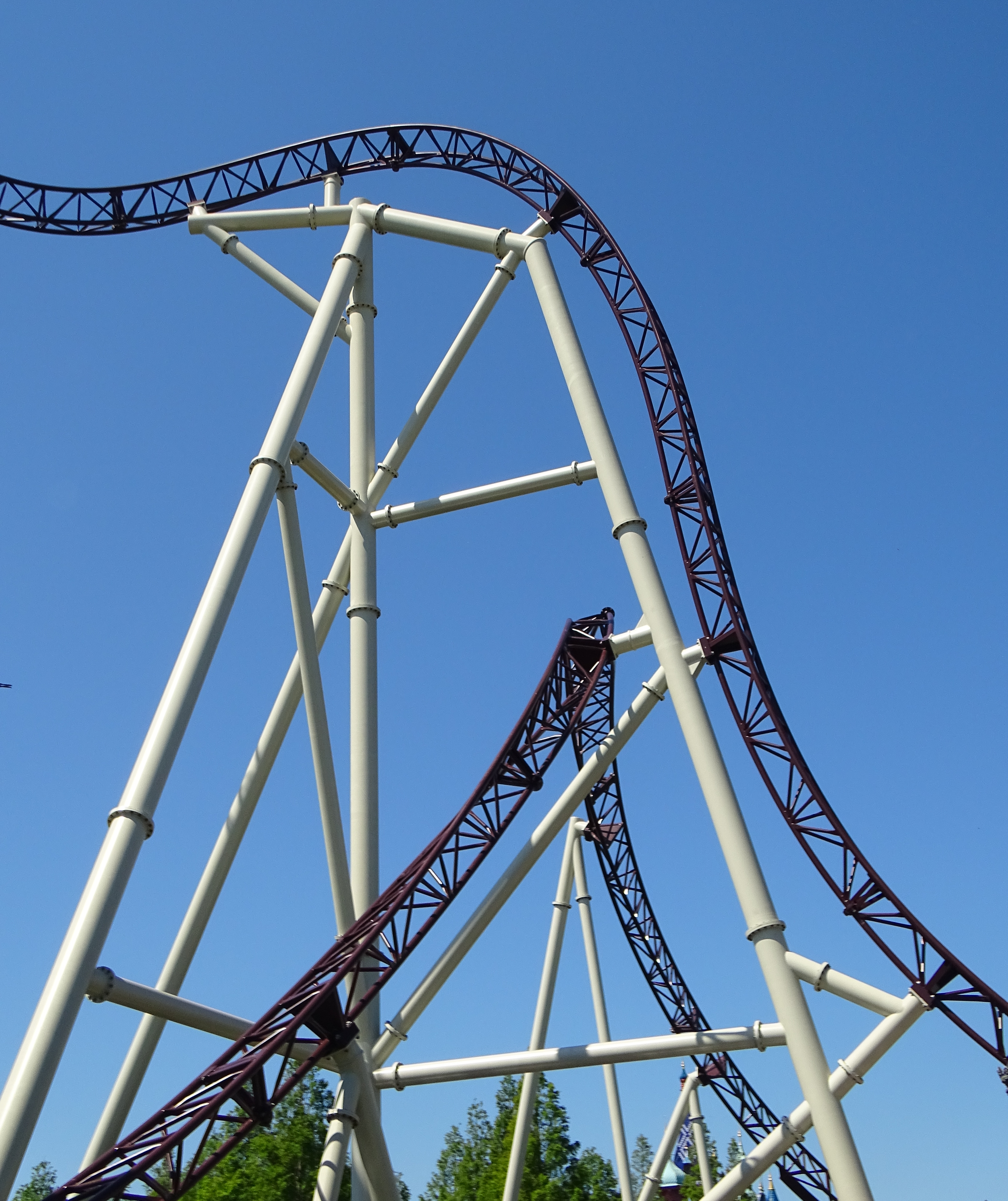
Le zero-G roll avec, au-dessus, le point le plus haut.
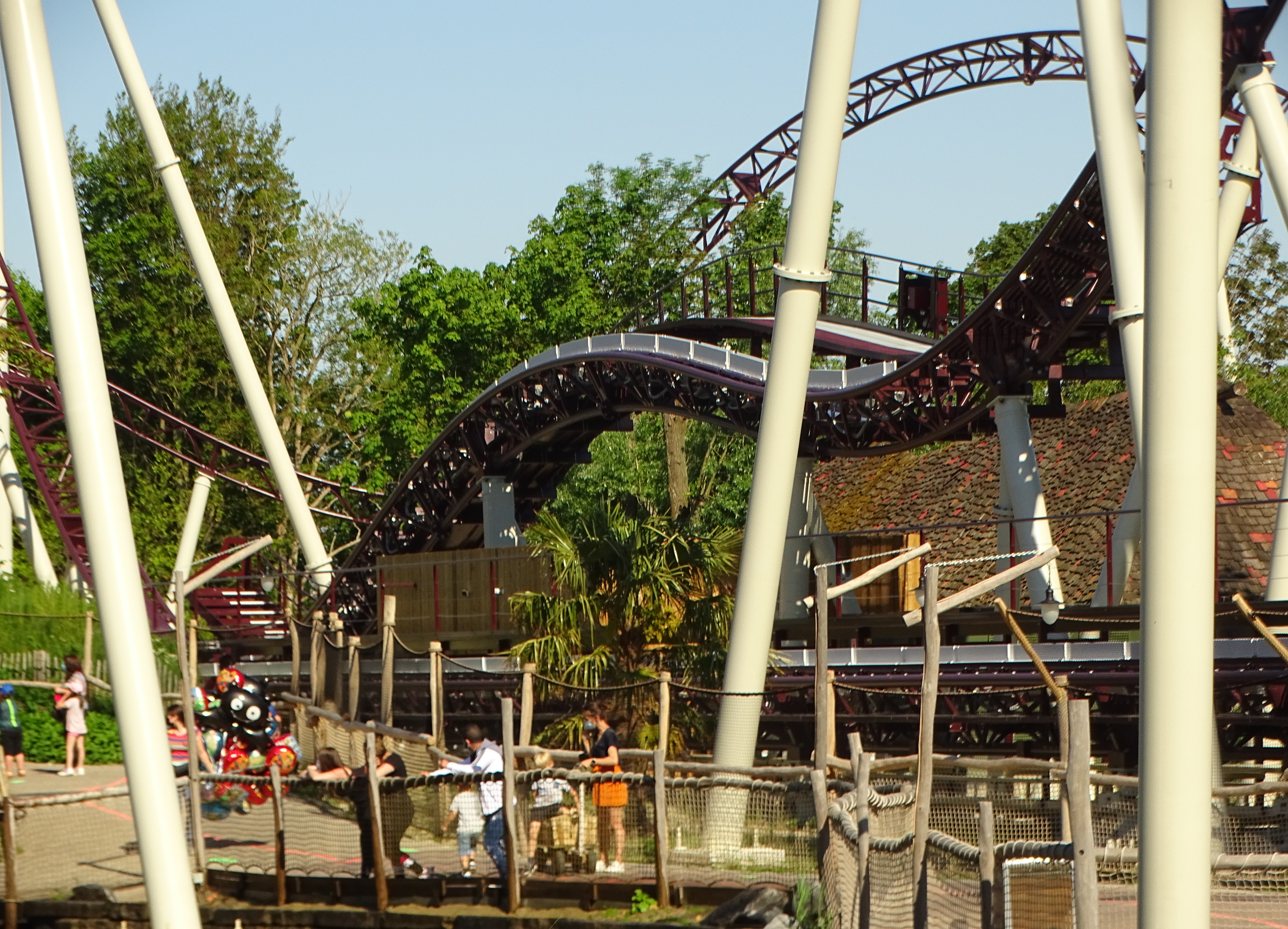
La seconde accélération.
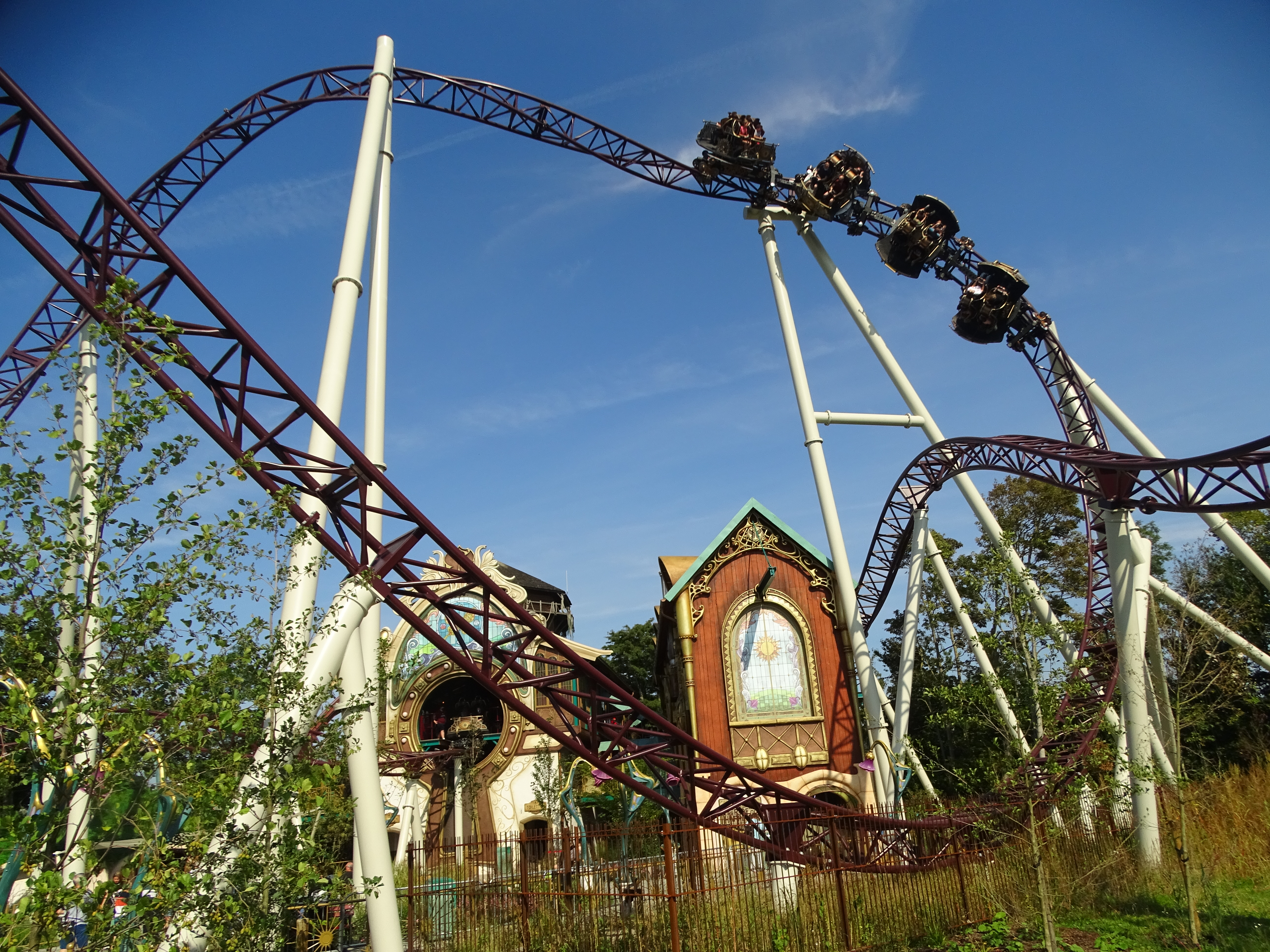
Le double inverting dive loop.
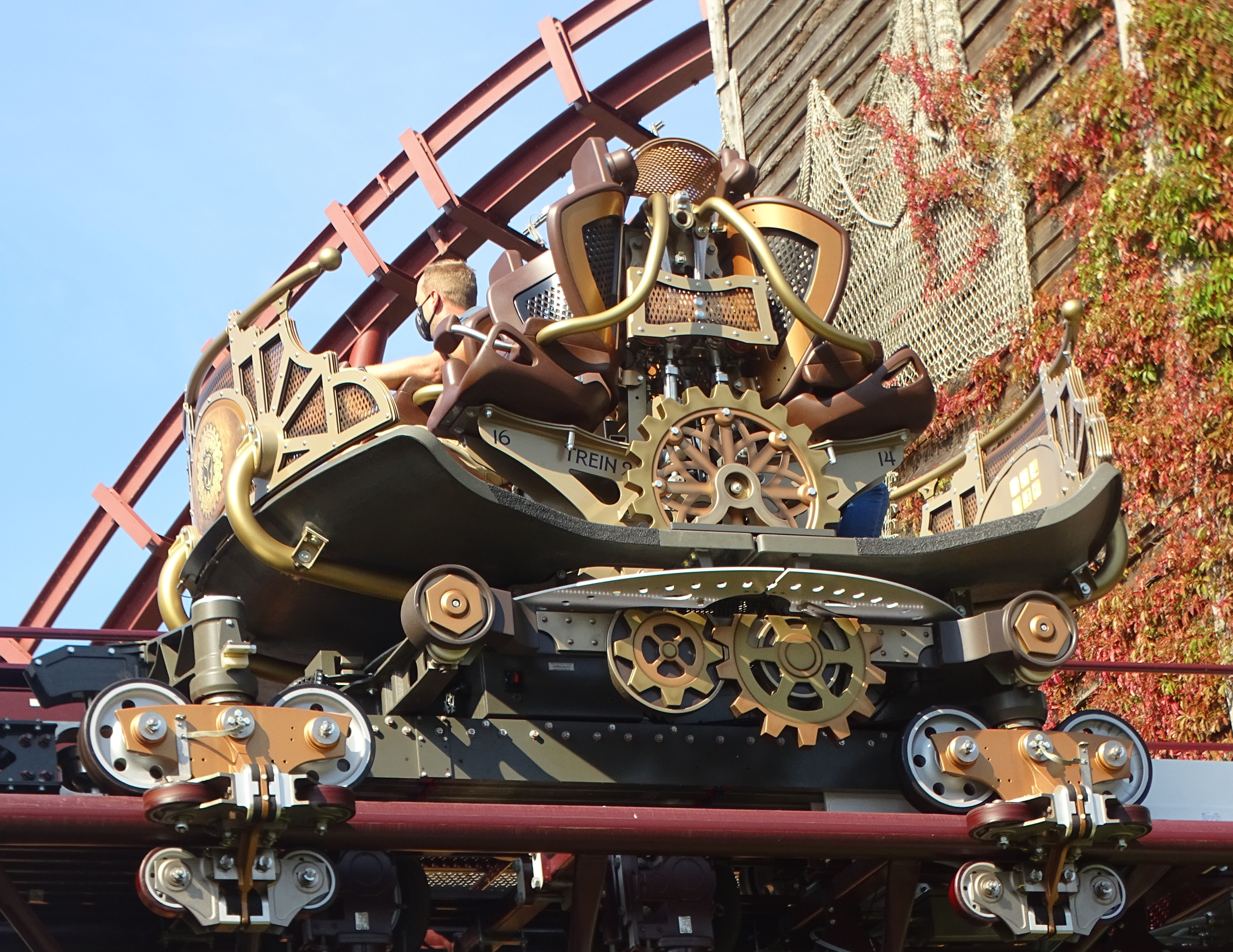
Détail d'un wagon.